# Trapezoedro triangular truncado
En geometría, el trapezoedro triangular truncado es el primero de una serie infinita de trapezoedros truncados. Tiene 6 caras pentagonales y 2 triangulares.

## Geometría
Este poliedro puede ser construido por truncamiento de dos vértices opuestos de un cubo, de un trapezoedro trigonal (un poliedro convexo con seis caras congruentes en forma de rombos, formado estirando o encogiendo un cubo en una de sus diagonales largas), o de un romboedro o paralelepípedo (poliedros menos simétricos que todavía tienen la misma estructura combinatoria que un cubo). En el caso de un cubo, o de un trapezoedro trigonal donde los dos vértices truncados son los de los ejes estirados, la forma resultante tiene una triple simetría rotacional.

## El sólido de Durero

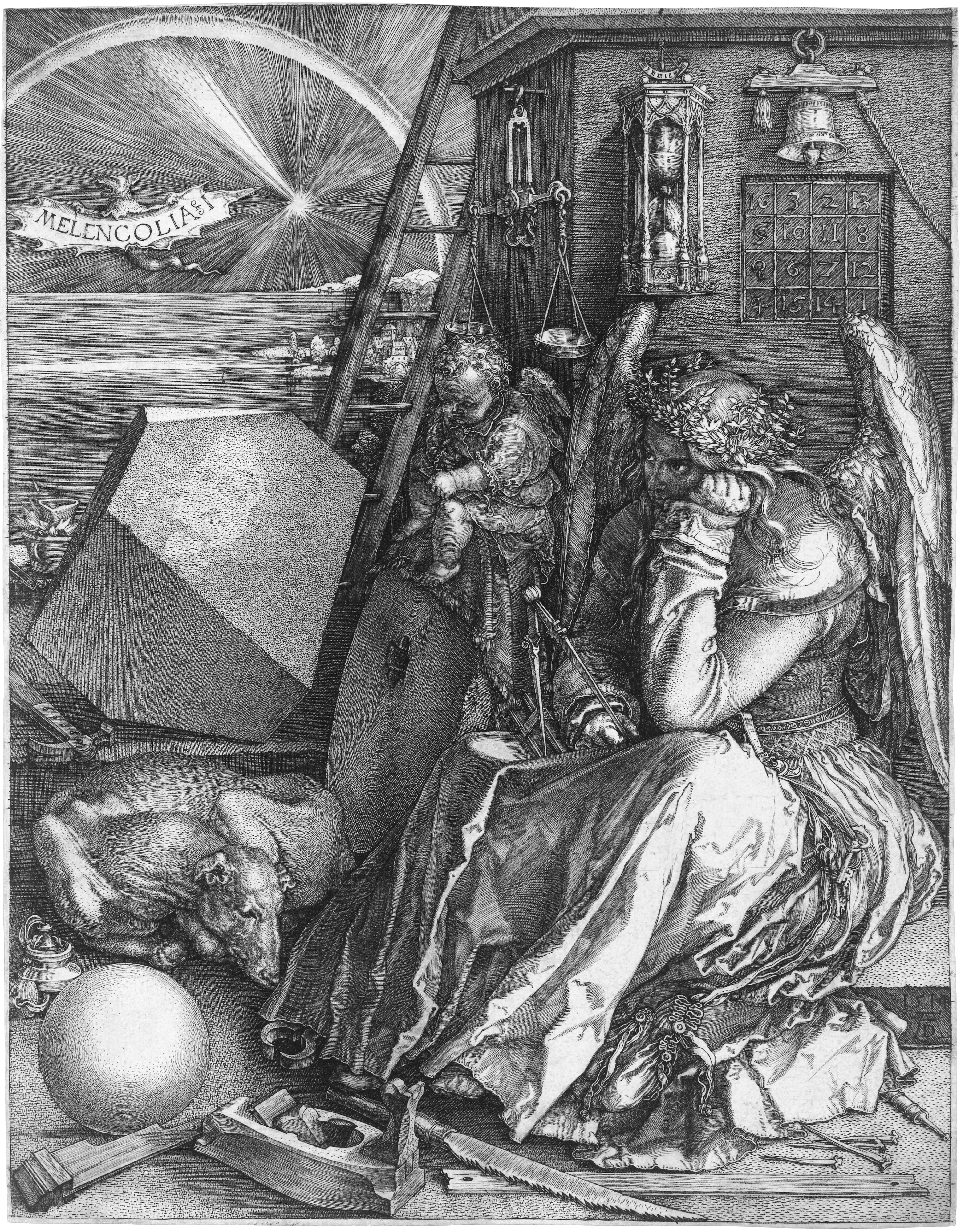
Melancolía I

Este poliedro a veces se denomina sólido de Durero, por su aparición en el grabado de Alberto Durero de 1514 Melancolía I.
El grafo formado por sus aristas y vértices se llama grafo de Durero.
La forma del sólido representado por Durero es objeto de cierto debate académico. Según Lynch (1982), la hipótesis de que la forma es un cubo truncado mal dibujado fue promovida por Strauss (1972); sin embargo, la mayoría de las fuentes están de acuerdo en que es el truncamiento de un romboedro. A pesar de este acuerdo, la geometría exacta de este romboedro es objeto de varias teorías contradictorias:
- Richter (1957) afirma que el rombo del romboedro a partir del cual se origina esta forma tiene una relación de 5:6 entre sus diagonales corta y larga, a partir de la cual los ángulos agudos del rombo serían aproximadamente 80°.
- Schröder (1980) y Lynch (1982), en cambio, concluyen que la relación es √3:2 y que el ángulo es de aproximadamente 82°.
- MacGillavry (1981) mide las características del dibujo y encuentra que el ángulo es de aproximadamente 79°. Ella y un autor posterior, Wolf von Engelhardt (véase Hideko, 2009) argumentan que esta elección de ángulo proviene de su aparición física en los cristales de calcita.
- Schreiber (1999) argumenta basándose en los escritos de Durero que todos los vértices del sólido de Durero se encuentran en una esfera común, y además afirma que los ángulos del rombo son de 72°.Hideko (2009) enumera a varios otros académicos que también favorecen la teoría de los 72°, comenzando con Paul Grodzinski en 1955. Argumenta que esta teoría está motivada menos por el análisis del dibujo real y más por los principios estéticos relacionados con los pentágonos y el número áureo.
- Weitzel (2004) analiza un boceto de 1510 de Durero del mismo sólido, a partir del cual confirma la hipótesis de Schreiber de que la forma tiene una esfera circunscrita, pero con ángulos del rombo de aproximadamente 79,5°.
- Hideko (2009) argumenta que la forma pretende representar una solución al famoso problema geométrico de la duplicación del cubo, sobre el que Durero también escribió en 1525. Por lo tanto, concluye que (antes de que se corten las esquinas) la forma es un cubo estirado en su diagonal larga. Más específicamente, argumenta que Durero dibujó un cubo real, con la diagonal larga paralela al plano de la perspectiva, y luego amplió su dibujo por algún factor en la dirección de la diagonal larga. El resultado sería el mismo que si hubiera dibujado el sólido alargado. El factor de ampliación que es relevante para duplicar el cubo es 21/3 ≈ 1,253, pero Hideko obtiene un factor de ampliación diferente que se ajusta mejor al dibujo, 1,277, de una forma más complicada.
- Futamura, Frantz y Crannell (2014) clasifica las soluciones propuestas a este problema por dos parámetros: el ángulo agudo y el nivel de corte, llamado razón cruzada. Su estimación de la relación cruzada es cercana a la de MacGillavry y tiene un valor numérico cercano al número áureo. Con base en esto, postulan que el ángulo agudo es {\displaystyle 2\arctan(\varphi /2)\approx 78^{\circ }} y que la relación cruzada es exactamente {\displaystyle \varphi }.